# Diocesi di Khandwa
La diocesi di Khandwa (in latino Dioecesis Khandvaënsis) è una sede della Chiesa cattolica in India suffraganea dell'arcidiocesi di Bhopal. Nel 2021 contava 39.575 battezzati su 5.107.186 abitanti. È retta dal vescovo Augustine Madathikunnel.

## Territorio
La diocesi comprende i distretti di Khandwa, Bhurhanpur, Barwani e Khargone nello stato indiano di Madhya Pradesh.
Sede vescovile è la città di Khandwa, dove si trova la cattedrale di Santa Maria.
Il territorio è suddiviso in 37 parrocchie.

## Storia
La diocesi è stata eretta il 3 febbraio 1977 con la bolla Apostolico officio di papa Paolo VI, ricavandone il territorio dalla diocesi di Indore.

## Cronotassi dei vescovi
Si omettono i periodi di sede vacante non superiori ai 2 anni o non storicamente accertati.
- Abraham Viruthakulangara † (4 marzo 1977 - 17 gennaio 1998 nominato arcivescovo di Nagpur)
- Leo Cornelio, S.V.D. (3 giugno 1999 - 15 giugno 2007 nominato arcivescovo di Bhopal)
- Alangaram Arokia Sebastin Durairaj, S.V.D. (11 maggio 2009 - 4 ottobre 2021 nominato arcivescovo di Bhopal)
  - Sede vacante (2021-2024)
- Augustine Madathikunnel, dal 17 febbraio 2024[2]

## Statistiche
La diocesi nel 2021 su una popolazione di 5.107.186 persone contava 39.575 battezzati, corrispondenti allo 0,8% del totale.
| anno | popolazione | popolazione | popolazione | presbiteri | presbiteri | presbiteri | presbiteri                | diaconi | religiosi | religiosi | parrocchie |
| anno | battezzati  | totale      | %           | numero     | secolari   | regolari   | battezzati per presbitero | diaconi | uomini    | donne     | parrocchie |
| ---- | ----------- | ----------- | ----------- | ---------- | ---------- | ---------- | ------------------------- | ------- | --------- | --------- | ---------- |
| 1980 | 25.282      | 2.600.000   | 1,0         | 34         | 20         | 14         | 743                       |         | 19        | 86        | 6          |
| 1990 | 28.060      | 3.316.000   | 0,8         | 43         | 29         | 14         | 652                       |         | 18        | 141       | 6          |
| 1999 | 28.550      | 2.910.900   | 1,0         | 57         | 37         | 20         | 500                       |         | 25        | 238       | 28         |
| 2000 | 29.000      | 2.915.900   | 1,0         | 58         | 38         | 20         | 500                       |         | 27        | 240       | 28         |
| 2001 | 29.346      | 2.918.600   | 1,0         | 54         | 38         | 16         | 543                       |         | 25        | 235       | 30         |
| 2002 | 29.700      | 3.109.000   | 1,0         | 54         | 38         | 16         | 550                       |         | 23        | 227       | 30         |
| 2003 | 30.010      | 3.241.250   | 0,9         | 55         | 41         | 14         | 545                       |         | 32        | 227       | 30         |
| 2004 | 30.436      | 4.241.250   | 0,7         | 56         | 42         | 14         | 543                       |         | 29        | 245       | 30         |
| 2006 | 30.601      | 4.521.350   | 0,7         | 65         | 50         | 15         | 470                       |         | 37        | 260       | 30         |
| 2013 | 32.250      | 4.555.200   | 0,7         | 67         | 50         | 17         | 481                       |         | 38        | 283       | 34         |
| 2016 | 36.616      | 4.900.315   | 0,7         | 70         | 52         | 18         | 523                       |         | 35        | 278       | 34         |
| 2019 | 38.718      | 5.035.617   | 0,8         | 63         | 52         | 11         | 614                       |         | 29        | 277       | 36         |
| 2021 | 39.575      | 5.107.186   | 0,8         | 63         | 51         | 12         | 628                       |         | 28        | 271       | 37         |